# Идзуми (княжество)
Княжество Идзуми (яп. 泉藩 Идзуми-хан) — феодальное княжество (хан) в Японии периода Эдо (1634—1871). Идзуми-хан располагался в провинции Муцу (современная префектура Фукусима) на острове Хонсю.

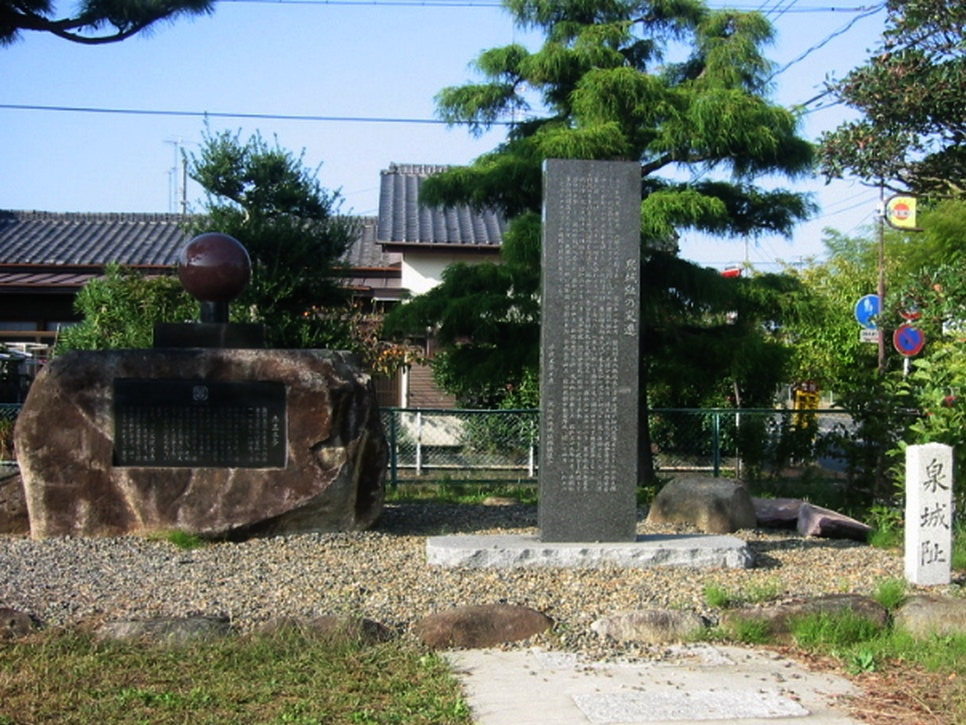
Памятник на месте Идзуми jin’ya в городе Иваки, префектуре Фукусима

Административный центр хана: Идзуми jin’ya в провинции Муцу (современный город Иваки в префектуре Фукусима).

## История

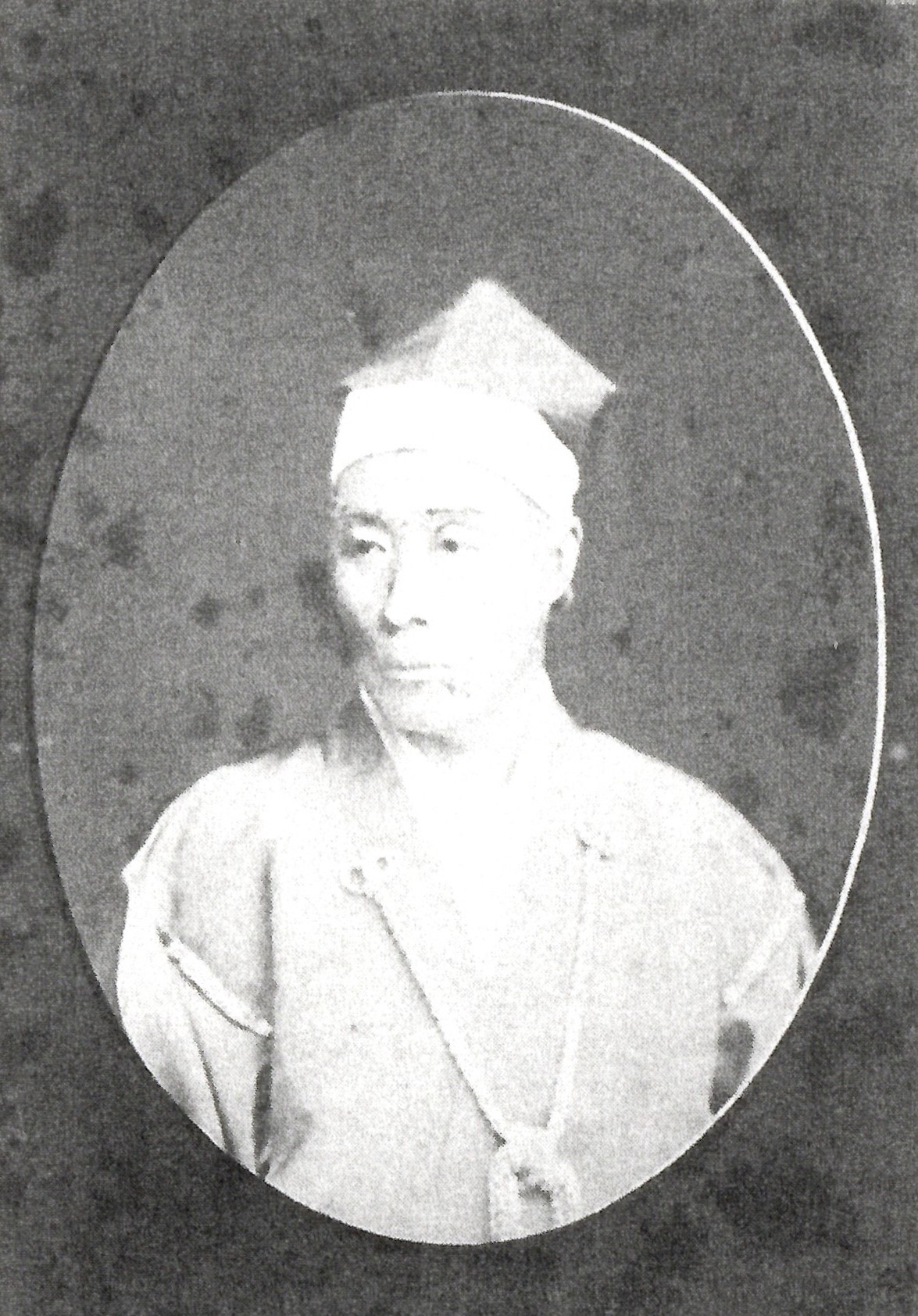
Хонда Тадатоси, 6-й даймё Идзуми-хана (1860—1868)

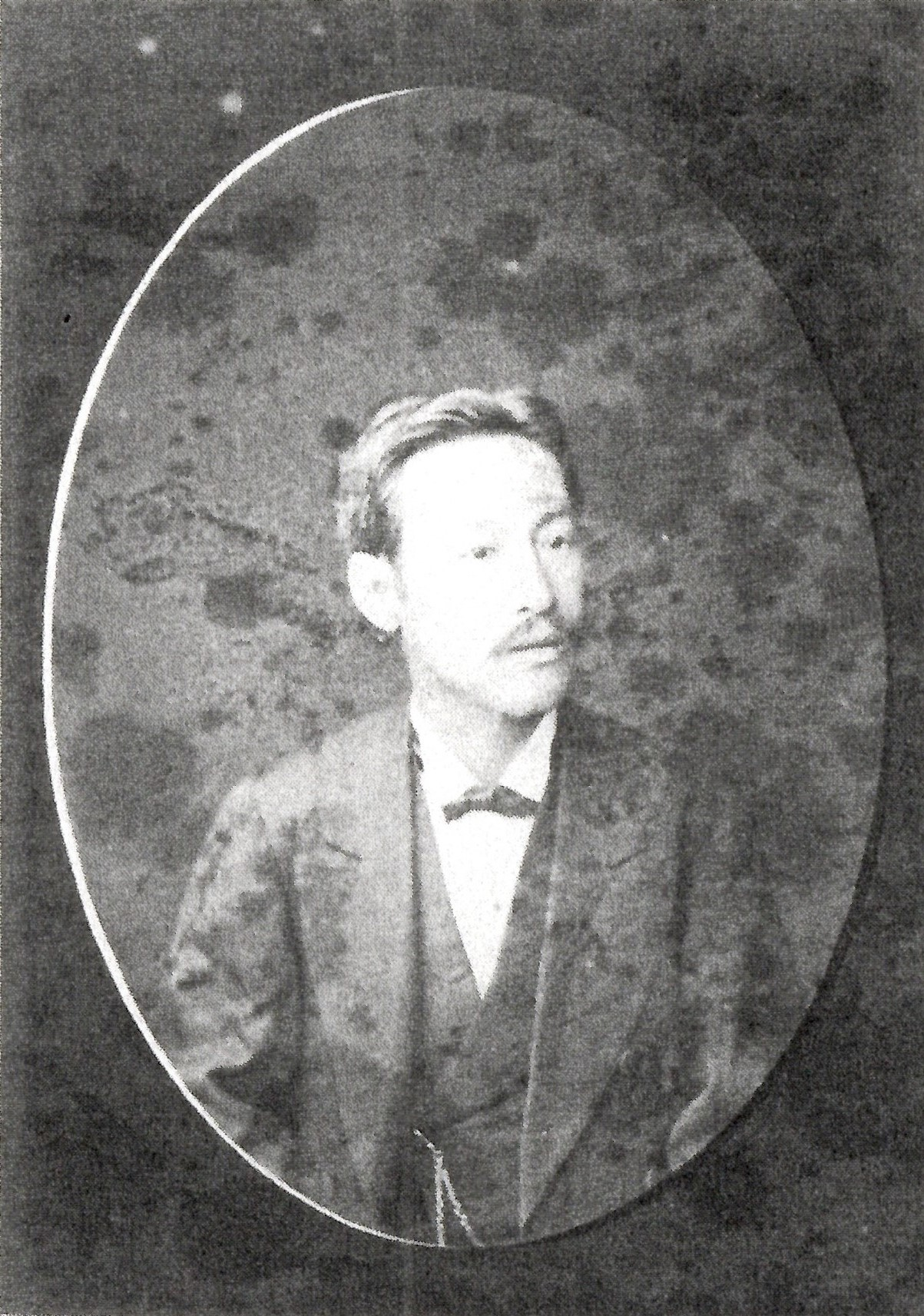
Хонда Таданобу, 7-й даймё Идзуми-хана (1868—1871)

В 1622 году Тории Тадамаса (1567—1628), даймё Ивакитайра-хана, был переведен в Ямагата-хан, а его место занял Найто Масанага (1568—1634). Последний выделил отдельный домен (20 000 коку) для своего старшего сына, Найто Тадаоки (1592—1674). В 1634 году после смерти Найто Масанаги Тадаоки унаследовал Ивакитайра-хан и выделил для своего младшего брата Найто Масахару (1626—1645) поместье Идзуми-хан с доходом 20 000 коку. Его сын и преемник, Найто Масатика (1645—1696), правивший в 1646—1696 годах, в 1690—1696 годах занимал должность вакадосиёри. В 1702 году его сын, Найто Масамори (1683—1738), 3-й даймё Идзуми-хана (1696—1702), был переведен в Аннака-хан в провинции Кодзукэ.
В 1702 году новым правителем Идзуми-хана был назначен Итакура Сигэацу (1679—1717), сидевший ранее в Аннака-хане. Его доход был уменьшен до 15 000 коку. Его сын, Итакура Кацукиё (1706—1780), правивший в 1717—1746 годах, занимал пост родзю. В 1746 году он был переведен в Сагара-хан в провинции Тотоми.
В том же 1746 году в Идзуми-хан был переведен Хонда Тадаюдзи (1711—1773), который ранее правил в Сагара-хане (1721—1746). Потомки Хонды Тадаюдзи управляли Идзуми-ханом вплоть до Реставрации Мэйдзи. Сын последнего, Хонда Тадакадзу (1740—1813), после успешного реформирования финансов княжества был замечен родзю Мацудайрой Саданари, он получил должности вакадосиёри и собаёнина, играя важную роль в реформах годов Кансэй. В качестве награды за свою деятельность его доход был увеличен на 5 000 коку. В период Бакумацу Хонда Таданори, 5-й даймё Идзуми-хана, создал княжескую академию в целях модернизации своего домена. Хонда Тадатоси, 6-й даймё Идзуми-хана (1860—1868), занимал должность дзися-бугё и поддерживал сёгунат Токугава во время Войны Босин. После Реставрации Мэйдзи Идзуми-хан был наказан за поддержку Северного союза, его доход был сокращен до 18 000 коку. Сам Хонда Тадатоси в 1868 году вынужден был отказаться от власти в пользу своего приёмного сына, Хонды Таданобу, который в 1869 году был назначен губернатором своего княжества.
В июле 1871 года после административно-политической реформы Идзуми-хан был ликвидирован и включен в состав префектуры Фукусима.

## Список даймё
- Род Найто, 1634—1702 (фудай)[1]

| # | Имя и годы жизни                                | Годы правления | Титул                    | Ранг                    | Кокудара    |
| - | ----------------------------------------------- | -------------- | ------------------------ | ----------------------- | ----------- |
| 1 | Найто Масахару (1626-1645) (яп. 内藤政晴)[1]    | 1634-1645      | Hyōbu-shosuke (兵部少輔) | Пятый нижний (従五位下) | 20,000 коку |
| 2 | Найто Масатика (1645-1696) (яп. 内藤政親)[1]    | 1646-1696      | Тамба-но-ками            | Пятый нижний (従五位下) | 20,000 коку |
| 3 | Найто Масамори (1673-1738)[2] (яп. 内藤政森)[1] | 1696-1702      | Тамба-но-ками            | Пятый нижний (従五位下) | 20,000 коку |
- Род Итакура, 1702—1746 (фудай)

| # | Имя и годы жизни                              | Годы правления | Титул              | Ранг                        | Кокудара    |
| - | --------------------------------------------- | -------------- | ------------------ | --------------------------- | ----------- |
| 1 | Итакура Сигэацу (1679-1717)[3] (яп. 板倉重同) | 1702-1717      | Иё-но-ками         | Пятый нижний (従五位下)     | 15,000 коку |
| 2 | Итакура Сигэкиё (1706-1780)[4] (яп. 板倉勝清) | 1717-1746      | Садо-но-ками; Jiju | Четвертый нижний (従四位下) | 15,000 коку |
- Род Хонда, 1746—1871 (фудай)[1]

| # | Имя и годы жизни                              | Годы правления | Титул                            | Ранг                        | Кокудара               |
| - | --------------------------------------------- | -------------- | -------------------------------- | --------------------------- | ---------------------- |
| 1 | Хонда Тадаюдзи (1711-1773)[5] (яп. 本多忠如)  | 1746-1754      | Эттю-но-ками                     | Пятый нижний (従五位下)     | 15,000 коку            |
| 2 | Хонда Тадакадзу (1740-1813)[6] (яп. 本多忠籌) | 1754-1800      | Danjo-daihitsu (弾正大弼) ; Jiju | Четвертый нижний (従四位下) | 15,000 --> 20,000 коку |
| 3 | Хонда Тадасигэ (1761-1832) (яп. 本多忠誠)     | 1800-1815      | Кавати-но-ками                   | Пятый нижний (従五位下)     | 20,000 коку            |
| 4 | Хонда Тадатомо (1787-1839) (яп. 本多忠知)     | 1815-1836      | Кавати-но-ками                   | Пятый нижний (従五位下)     | 20,000 коку            |
| 5 | Хонда Таданори (1818-1860) (яп. 本多忠徳)     | 1836-1860      | Эттю-но-ками                     | Пятый нижний (従五位下)     | 20,000 коку            |
| 6 | Хонда Тадатоси (1820-1883) (яп. 本多忠紀)     | 1860-1868      | Ното-но-ками                     | Пятый нижний (従五位下)     | 20,000 --> 18,000 коку |
| 7 | Хонда Таданобу (1852-1903) (яп. 本多忠伸)     | 1868-1871      | Хёбу-но-сукэ (兵庫助)            | Пятый нижний (従五位下)     | 18,000 коку            |